# (6551) 1988 XP
(6551) 1988 XP est un astéroïde de la ceinture principale découvert en 1988.

## Description
(6551) 1988 XP a été découvert le 5 décembre 1988 à Chiyoda (Japon) par T. Kojima.

### Caractéristiques orbitales
L'orbite de cet astéroïde est caractérisée par un demi-grand axe de 2,44 UA, un périhélie de 1,93 UA, une excentricité de 0,21 et une inclinaison de 8,55° par rapport à l'écliptique. Du fait de ces caractéristiques, à savoir un demi-grand axe compris entre 2 et 3,2 UA et un périhélie supérieur à 1,666 UA, il est classé, selon la JPL Small-Body Database, comme objet de la ceinture principale.

### Caractéristiques physiques
(6551) 1988 XP a une magnitude absolue (H) de 13,5 et un albédo estimé à 0,476.